# Pstrykaliada
Pstrykaliada  - konkurs fotograficzny organizowany od 1998 r.  przez Niezależne Zrzeszenie Studentów Szkoły Głównej Handlowej w Warszawie.
Pierwsza edycja konkursu miała miejsce w 1998 roku. Od tego czasu konkurs odbywa się co roku. W 2010 r. organizatorzy zmienili nazwę na Ogólnopolski Konkurs Fotografii Studenckiej. Od tego czasu pod nazwą Pstrykaliada odbywają się warsztaty fotograficzne w całej Polsce, towarzyszące konkursowi.